# پیزارو ۴۶۰۹
سیارک ۴۶۰۹ (به انگلیسی: 4609 Pizarro، نامگذاری:1988CT3) چهار هزار و ششصد و نهمین سیارک کشف شده‌است که در ۱۳ فوریه ۱۹۸۸ کشف شد.
قدر مطلق سیارک برابر ۱۱٫۵۰ است.